# William H. Rupertus
William Henry Rupertus (14 novembre 1889 - 25 mars 1945) est un major général du Corps des marines des États-Unis et l'auteur de la doctrine du Credo du fusilier.